# Ébriélagunen
Ébriélagunen (franska: Lagune Ébrié) är en lagun i Elfenbenskusten. Den sträcker sig 130 km parallellt med atlantkusten genom distrikten Lagunes, Abidjan och Comoé. Sedan Canal de Vridi öppnades mellan lagunen och havet 1950 har den naturliga havsförbindelsen vid floden Komoés mynning varit mer eller mindre igensatt trots flera insatser för att öppna den. Kanaler leder också till Lagune de Grand-Lahou (Canal d'Asagny) och Lagune Aby (Canal d'Assinie).